# Blomnymfer
Blomnymfer (Heliothryx) är ett litet släkte med fåglar i familjen kolibrier som återfinns i Sydamerika. Släktet blomnymfer omfattar endast två arter:
- Purpurkronad blomnymf (H. barroti)
- Amazonblomnymf (H. auritus)